# Fleur secrète
Pour plus de détails, voir Fiche technique et Distribution.
Fleur secrète (花と蛇, Hana to hebi) est un film japonais réalisé par Masaru Konuma, réalisé en 1974, d'après le roman du même nom de Oniroku Dan (en).

## Synopsis
Senzō Tōyama demande à son domestique d'enlever sa femme Shizuko afin de l'entraîner à se soumettre à tous ses désirs.

## Fiche technique
- Titre : Fleur secrète
- Titres alternatifs : Vices et supplices ; Fleurs et serpents[1]
- Titre original : 花と蛇 (Hana to hebi?)
- Titre anglophone : Flower and Snake
- Réalisation : Masaru Konuma
- Scénario : Yōzō Tanaka d'après le roman Hana to hebi d'Oniroku Dan (en)
- Musique : Riichirō Manabe (ja)
- Photographie : Shōhei Andō (ja)
- Montage : Akira Suzuki (ja)
- Décors : Yoshinaga Yoko'o
- Pays de production :  Japon
- Langue originale : japonais
- Format : couleur - 2,35:1 - mono
- Genre : Film érotique
- Durée : 73 minutes[2]
- Date de sortie :
  - Japon : 22 juin 1974[2]

## Distribution
- Naomi Tani : Shizuko Tōyama
- Nagatoshi Sakamoto (ja) : Senzō Tōyama
- Yasuhiko Ishizu (ja) : Makoto Katagiri
- Hiroko Fuji (ja) : Miyo Katagiri